# El viaje de Saïd
Pour plus de détails, voir Fiche technique et Distribution.
El viaje de Saïd est un film d'animation espagnol réalisé en 2006.

## Synopsis
Saïd, un enfant marocain, traverse le détroit de Gibraltar  alors qu'il est en train de rêver. De l’autre côté, au pays des opportunités, il découvre un monde pas aussi beau qu’on lui avait dit.

## Fiche technique
- Réalisation : Mr Maore
- Production : JAZZY PRODUCCIONES S.L, Tembleque producciones, s.coop.
- Scénario : Coke Rioboó, Sergio Catá
- Image : A. González, I. Jiménez, J. Molero, A. Pazos
- Son : Maite Rivera, Yago Santos
- Musique : Coke Riobóo
- Montage : Sergio Catá, Carlos Escribano

## Récompenses
- Goya 2006
- Muestra de cortometrajes Vila de Noia
- VII Certamen Internacional de Cortometrajes de Animación del Centro Cultural Ibercaja, La Rioja